# Manuel Cárdenas Fonseca
Manuel Cárdenas Fonseca (Guasave, Sinaloa, 13 de febrero de 1958) es un político mexicano, que fue miembro del Partido Revolucionario Institucional (PRI) y del partido Nueva Alianza (PANAL). Fue en dos ocasiones diputado federal y en una senador.

## Biografía
Es licenciado en Derecho egresado de la Universidad Nacional Autónoma de México (UNAM), tiene estudios de Planeación Fiscal por el Instituto Superior de Estudios Fiscales, de Derecho Bancario por la UNAM, de Relaciones Laborales por el Instituto Nacional de Capacitación del Sector Agrario A.C., y de Finanzas Públicas por la Universidad de Harvard. Ha ejercido como docente de Teoría del Estado.
Fue miembro del PRI desde 1975. En 1978 laboró en el despacho del presidente del Tribunal Universitario de la UNAM, en 1978 ingresó a la Secretaría de la Reforma Agraria donde fue de ese año a 1979 jefe de la oficina técnica jurídica de la Dirección General de Conciliación Agraria, de 1970 a 1980 supervisor estatal en la Dirección General de Inafectabilidad Agrícola, Ganadera y Agropecuaria, en 1979 fue también responsable de audiencia del titular de la secretaría Antonio Toledo Corro, en 1980 secretario particular de director del Registro Agrario Nacional y en 1981 abogado –A- del Fideicomiso FIPESCA.
En 1979 también había sido asesor de la secretaría de Acción Electoral y de 1980 a 1981 auxiliar en la oficialía mayor del comité del PRI en el Distrito Federal. De 1983 a 1984 fue secretario particular del contralor general del Banco Nacional de Crédito Rural (BANRURAL), en 1984 secretario auxiliar en la dirección general del Consejo Nacional de Recursos para la Atención de la Juventud (CREA), de 1985 a 1987 coordinador administrativo en la coordinación de Comunicación Social del Instituto de Seguridad y Servicios Sociales de los Trabajadores del Estado (ISSSTE), y de 1987 a 1988 secretario particular del subsecretario de Planeación y Control Presupuestal de la Secretaría de Programación y Presupuesto, Ernesto Zedillo Ponce de León. Durante 1987 fue colaborador del Instituto de Estudios Políticos, Económicos y Sociales (IEPES) del PRI.
En 1989 fue nombrado director de la Unidad de Evaluación y Seguimiento de la Secretaría Particular del titular de la Secretaría de Hacienda y Crédito Público (SHCP), Pedro Aspe Armella, y en 1990 fue coordinador administrativo de la misma SHCP. De 1990 a 1995 fue delegado en Sinaloa de la Secretaría de Comercio y Fomento Industrial (SECOFI), y de 1995 a 1997 director general del Banco de Crédito Rural del Pacífico Norte, sección de BANRURAL.
Renunció al cargo en 1997 al ser postulado candidato del PRI a diputado federal por el Distrito 4 de Sinaloa, resultó elegido para la LVII Legislatura de ese año al de 2000 y en la que ocupó los cargos de secretario de la comisión de Comercio; e integrante de las comisiones de Agricultura; de Comercio; de Programación, Presupuesto y Cuenta Pública; y, Jurisdiccional. Durante 2000, fungió como secretario particular del candidato del PRI a la presidencia de México en las elecciones de ese año, Francisco Labastida Ochoa.
De 2004 a 2006 fue delegado del ISSSTE en Sinaloa. En 2005 dejó el PRI y se unió al partido Nueva Alianza que lo postuló en 2006 como candidato a diputado federal por el principio de representación proporcional, siendo elegido para la LX Legislatura que tuvo término en 2009; y en la que fue integrante de las comisiones Jurisdiccional; de Seguridad Pública; de la Especial Encargada de Vigilar el correcto uso de los Recursos Federales, Estatales y Municipales en el Proceso Electoral Federal de 2009; de la Bicameral encargada de los Festejos con motivo de la Conmemoración de los 150 años de la Constitución de 1857; y, del Comité del Centro de Estudios de las Finanzas Públicas.
En las elecciones estatales de 2010 es candidato del PANAL a diputado al Congreso del Estado de Sinaloa por el principio de representación proporcional, resultando elegido a la LX Legislatura de 2010 a 2013. En ella fue coordinador del grupo parlamentario Nueva Alianza; e integrante de las comisiones de Puntos Constitucionales; y, de Gobernación, Justicia y Jurisdiccional. En 2012, en el proceso electoral federal de ese año fue elegido Senador suplente por lista nacional, siendo senadora titular Mónica Arriola Gordillo para las Legislaturas LXII y LXIII.
Mónica Arriola Gordillo falleció en el ejercicio del cargo el día 14 de marzo de 2016, por lo que el Senado lo llamó a asumir la titularidad el 31 de marzo siguiente, pero no le fue tomada la protesta luego de que se impugnara su suplencia ante el Tribunal Electoral del Poder Judicial de la Federación, a lo que el señalo le violaba sus derechos políticos; finalmente asumió el cargo el 6 de abril, y el 20 abril comunicó que se declaraba senador sin partido, dejando la militancia en Nueva Alianza.